# Біллінгем
Біллінгем (англ. Billingham) — місто та цивільна парафія в графстві Дарем, Англія. Місто розташоване на північному березі річки Тіс та входить до унітарної одиниці боро Стоктон-он-Тіс. За переписом 2011 року населення становило 35 165 осіб.
Поселення існувало ще з англосаксонських часів як село. Після Другої світової війни був побудований сучасний центр міста на північ від старого сільського центру, на території міської садиби. Біллінгем був міським поселенням з 1923 до 1968 року, коли його включили до складу графства Тіссайд, а згодом воно стало частиною графства Клівленд.
У місті розташований хімічний завод Billingham Manufacturing Plant, який є основним виробником хімікатів для сільського господарства.

## Історія
Місто було засноване англами, а його назва може означати «дім народу Білли» або «дім людей з пагорба у формі дзьоба». Воно було частиною однієї з північноумбрійських регіонів. Вважається, що ця область охоплювала значну частину північної Тісдейлу та перебувала під пізнім вікінгським правлінням. Згодом територія була розділена, і Біллінгем став частиною району Гартнесс, а потім — окремого невеликого графства Біллінгемшир.

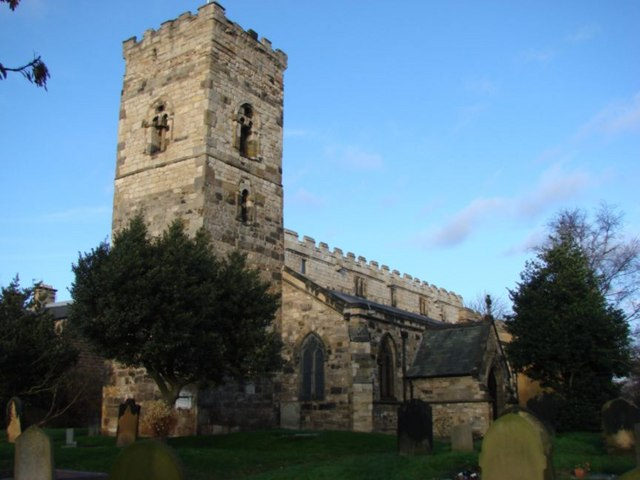
Церква святого Кутберта

Парафіяльна церква святого Кутберта містить елементи, що датуються кінцем VII — початком VIII століття, а її вежа була збудована приблизно в 1000 році. У Британському музеї зберігається надгробна плита VII століття з цієї церкви.

### Хімічна промисловість і ICI
У 1917 році Біллінгем був обраний місцем для будівництва нового хімічного заводу, який мав постачати аміак для потреб війни. Однак підприємство було завершене лише у 1920 році, вже після закінчення війни. Компанія Brunner Mond взяла завод під свій контроль і переобладнала його для виробництва добрив. У грудні 1926 року Brunner Mond об'єдналася з трьома іншими хімічними компаніями, утворивши Imperial Chemical Industries (ICI), яка стала власником заводу. Під час світових воєн високий попит на вибухові речовини призвів до значного розширення Біллінгема, а після Другої світової війни було збудовано новий центр міста. У 1966 році ICI розпочала виробництво пластмас у Біллінгемі.
Хімічна промисловість міста зародилася на початку 1900-х років. У 1917 році Біллінгем був обраний для будівництва нового хімічного заводу для постачання аміаку під час Першої світової війни, але підприємство було завершене лише у 1920 році, вже після її закінчення. Компанія Brunner Mond перетворила завод на виробництво добрив. У 1926 році Brunner Mond об'єдналася з трьома іншими хімічними компаніями, утворивши Imperial Chemical Industries (ICI), яка стала власником заводу. Під час світових воєн високий попит на вибухові речовини призвів до значного розширення Біллінгема, а після Другої світової війни було збудовано новий центр міста.
З часом завод став виробляти пластмаси (з 1966 року). З 1971 до 1988 року, ІСІ використовував ядерний реактор General Atomics TRIGA Mark I для виробництва радіоізотопів для використання в процесах вимірювальних приладів. Власна вугільна електростанція ICI забезпечувала енергією виробництво, а також працювала електростанція North Tees Power Station,  спроєктована Джайлзом Ґілбертом Скоттом, на берегах річки Тіс. Остання була виведена з експлуатації та знесена в 1987 році на церемонії за участю державного секретаря з питань навколишнього середовища Ніколаса Рідлі. На місці електростанції нині розташована промислова зона Billingham Reach, міжнародний порт, що належить компанії Able UK Ltd.
ICI більше не працює в Біллінгемі, оскільки продала багато своїх підприємств під час реструктуризації в 1990-х роках. Деякі з колишніх виробничих потужностей компанії все ще функціонують під керівництвом інших хімічних компаній. У 2006 і 2007 роках кілька хімічних заводів поблизу міста зазнали вибухів і витоків хімічних речовин.

### Анігідритова шахта
У 1983 році компанія NIREX запропонувала використати покинуту шахту для захоронення ядерних відходів середнього рівня. Проти цього виступила громадська організація Billingham Against Nuclear Dumping (BAND). У 1985 році проєкт скасували, однак у 2007 році з'явилися нові плани щодо використання шахти для довгострокового захоронення малонебезпечних відходів, що також викликало спротив місцевих жителів.
У 2011 році місцева рада схвалила заявку компанії NPL Waste Management на відкриття шахти для захоронення небезпечних відходів. Планувалося, що вона стане сховищем об'ємом 4 млн кубометрів із щорічним прийомом понад 100 тис. тонн відходів.

## Управління

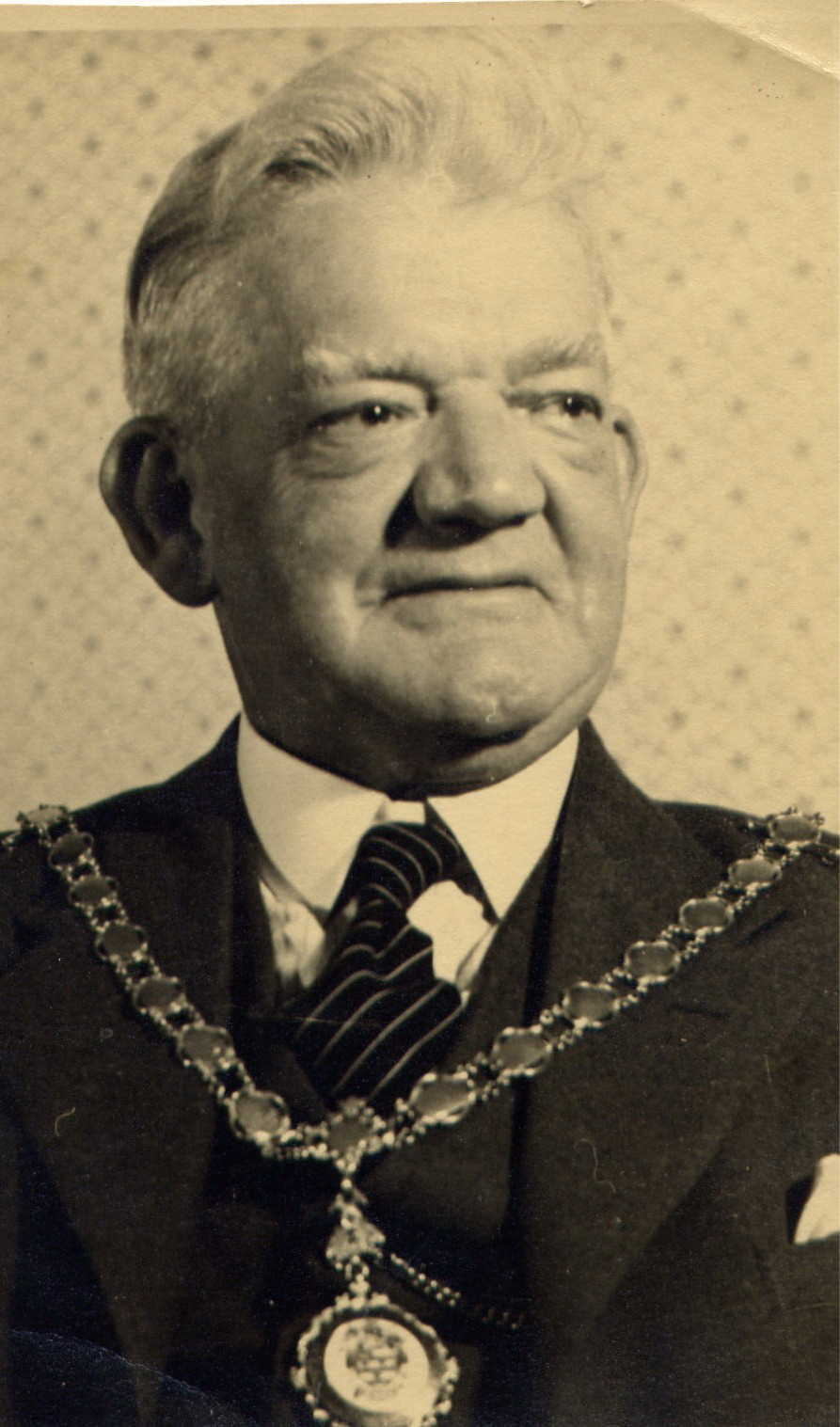
Октавіус Евіттс, останній мер Біллінгема (у 1952 році) перед відновленням цивільної парафії.

Між 1923 і 1968 роками Біллінгем мав власну міську раду, яка, зокрема, побудувала Billingham Forum, Kennedy Gardens і Billingham Golf Club. Останнім мером міста у 1952 році був Октавіус Евіттс. Після цього Біллінгем увійшов до складу Тіссайду, а у 1974 році — графства Клівленд. Після його ліквідації у 1996 році місто залишилося частиною унітарної одиниці Стоктон-он-Тіс.
У 2003 році місцеві жителі підтримали утворення нової парафії Біллінгема. У 2007 році було створено міську раду Біллінгема, яка фінансується з місцевого бюджету у розмірі 80 тис. фунтів стерлінгів.

## Географія
Біллінгем розташований між містами Стоктон-он-Тіс і Мідлсбро.

### Природоохоронні території
Природний парк Billingham Beck Valley (також відомий як Billingham Bottoms) був створений на місці рекультивованого промислового звалища та поступово розширився, включивши колишні пасовища, утворивши територію площею 120 акрів (0,49 км²) із водно-болотними угіддями. У 1992 році він отримав статус місцевого природного заповідника від English Nature, а в 2005 році був відзначений нагородою Green Flag Award. Сам струмок є однією із головних приток річки Тіс і має припливну ділянку поблизу колишнього заводу ICI.

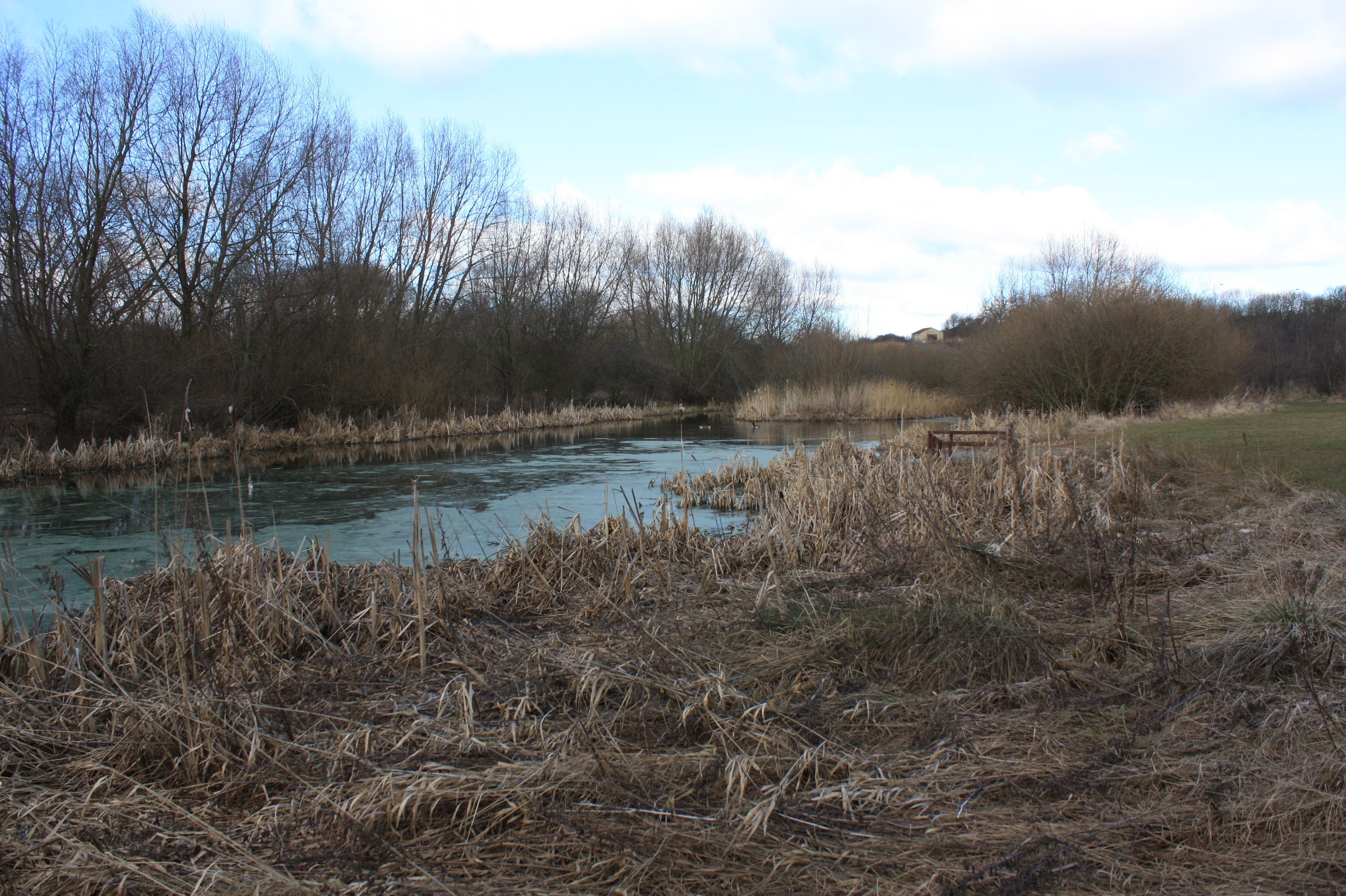
Billingham Bottoms
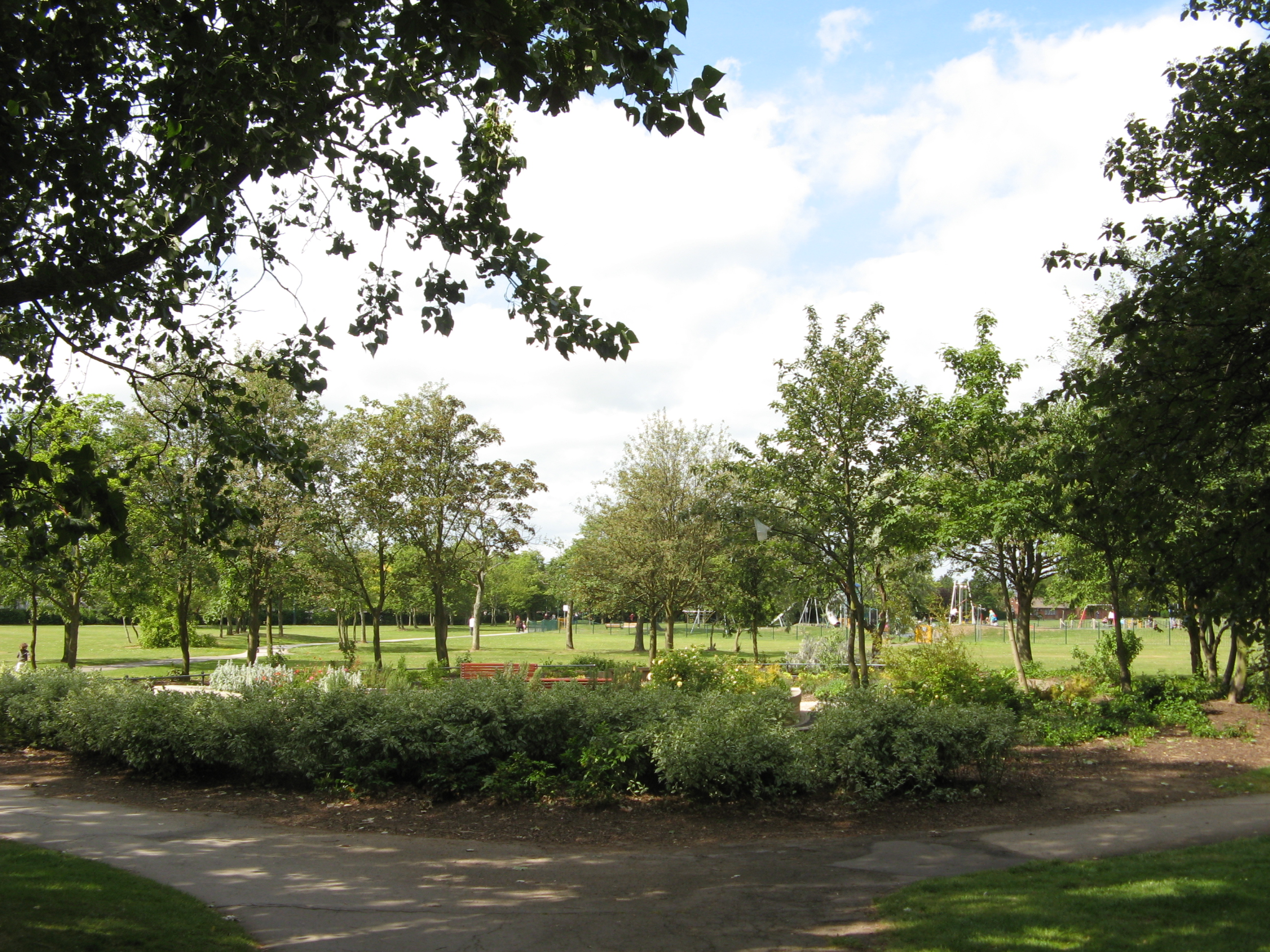
John Whitehead Park
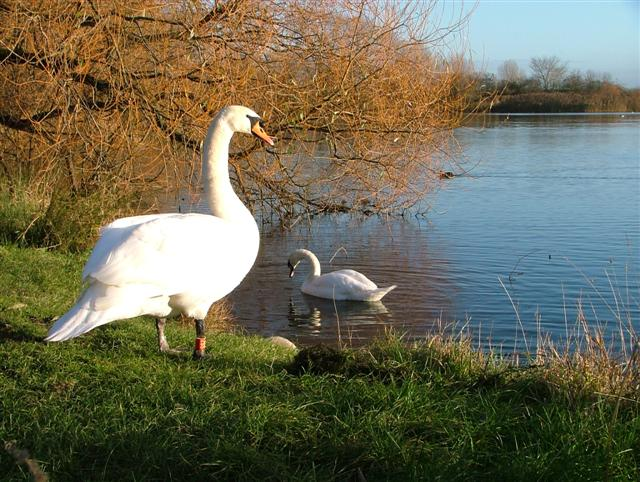
Charlton's Pond
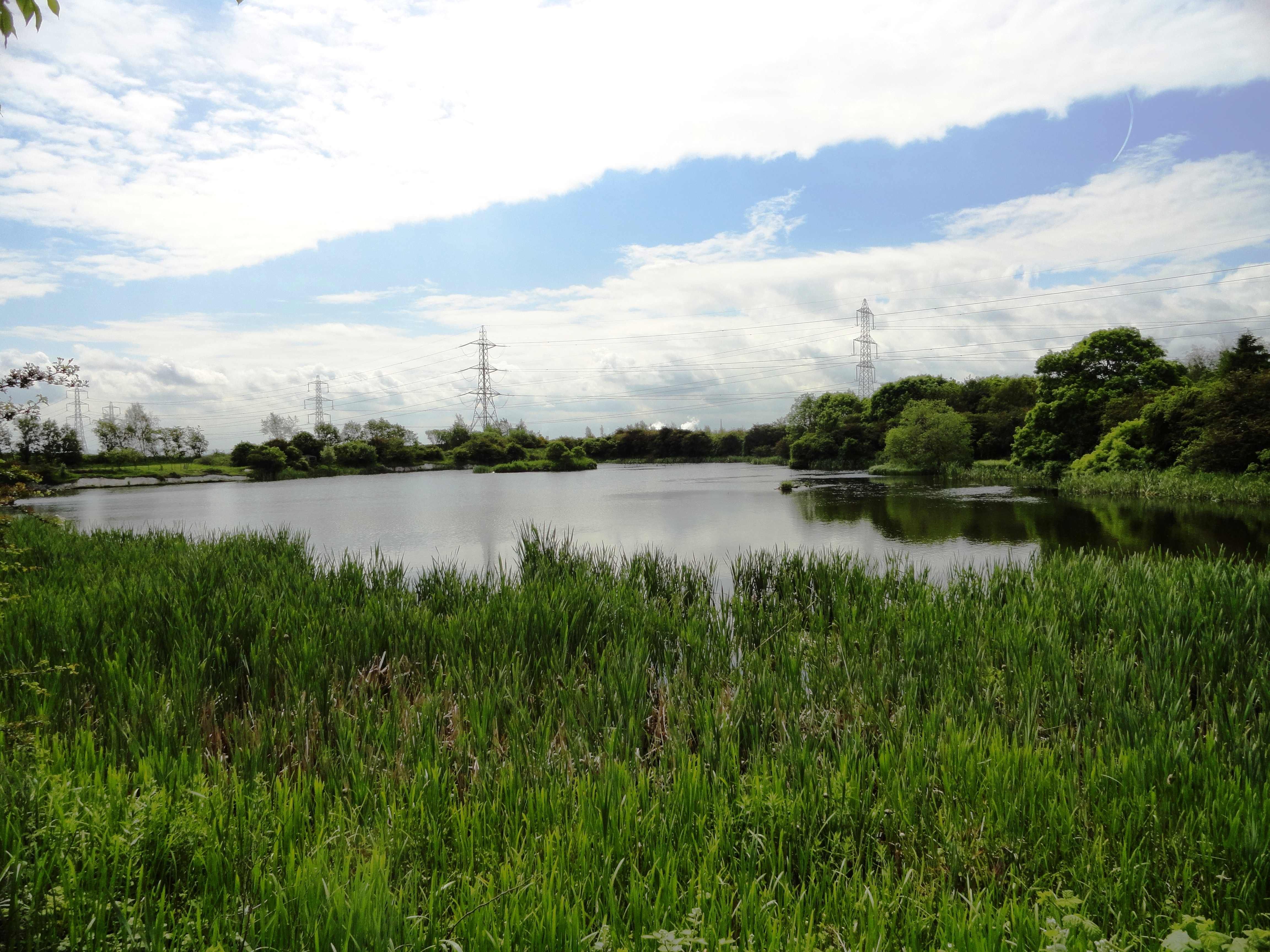
Cowpen Bewley Country Park
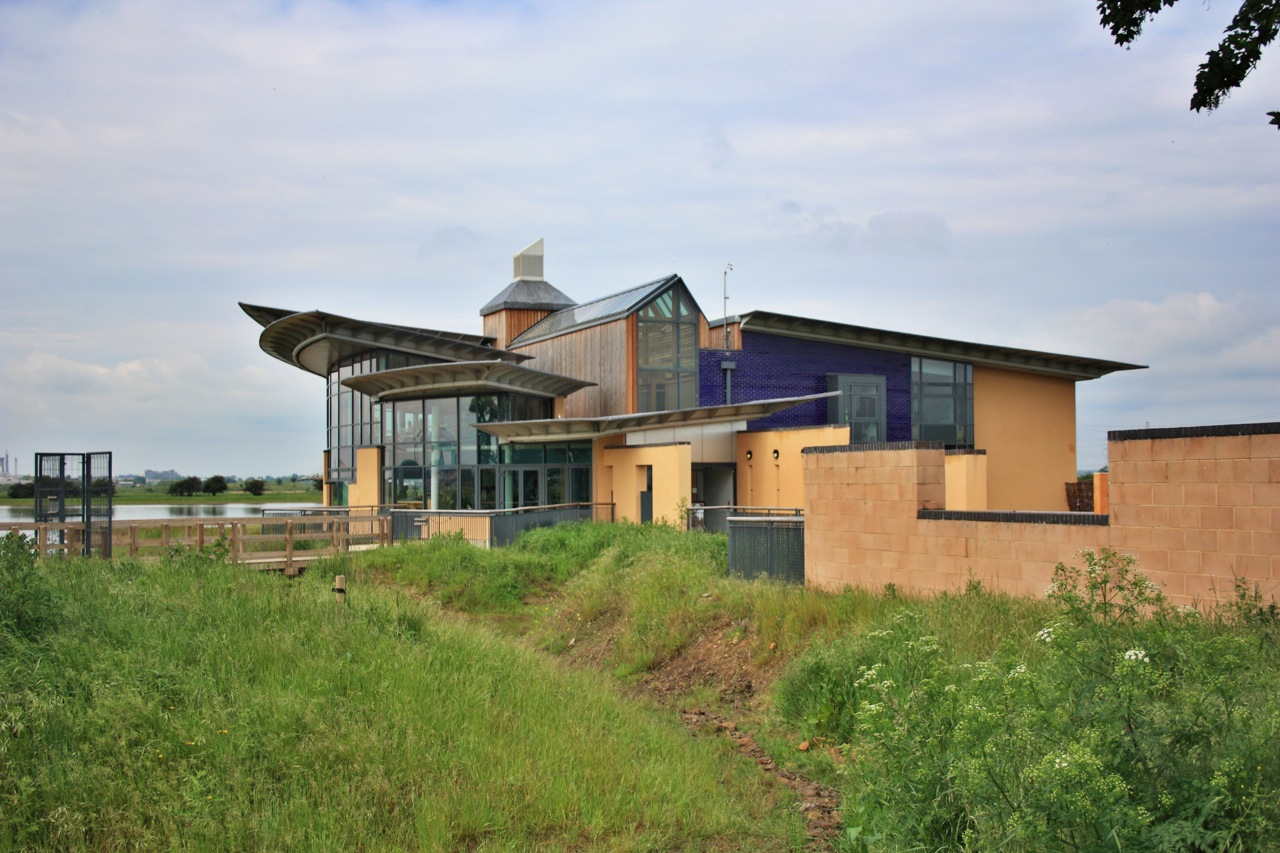
RSPB Saltholme
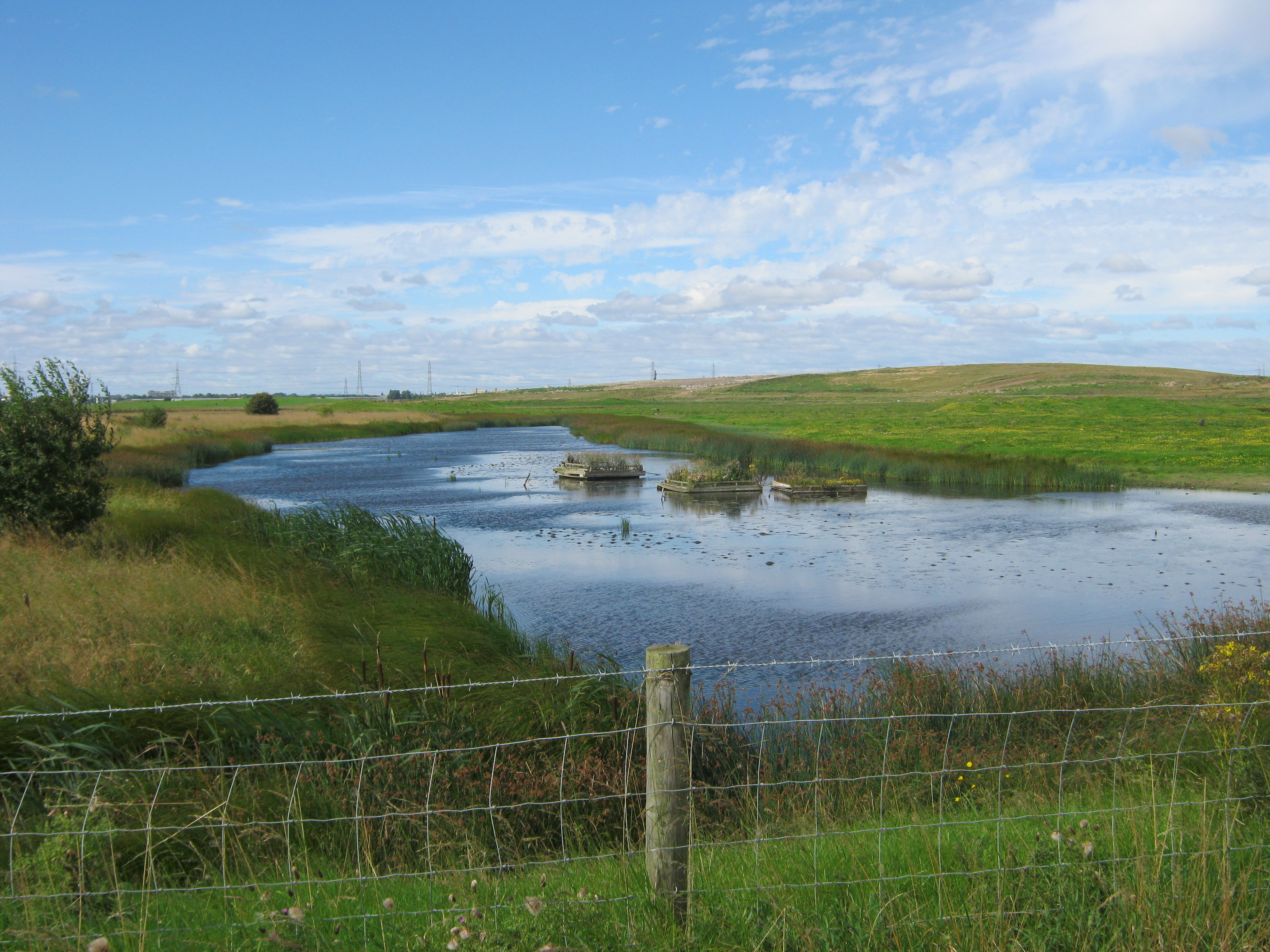
Cowpen Marsh at Seal Sands
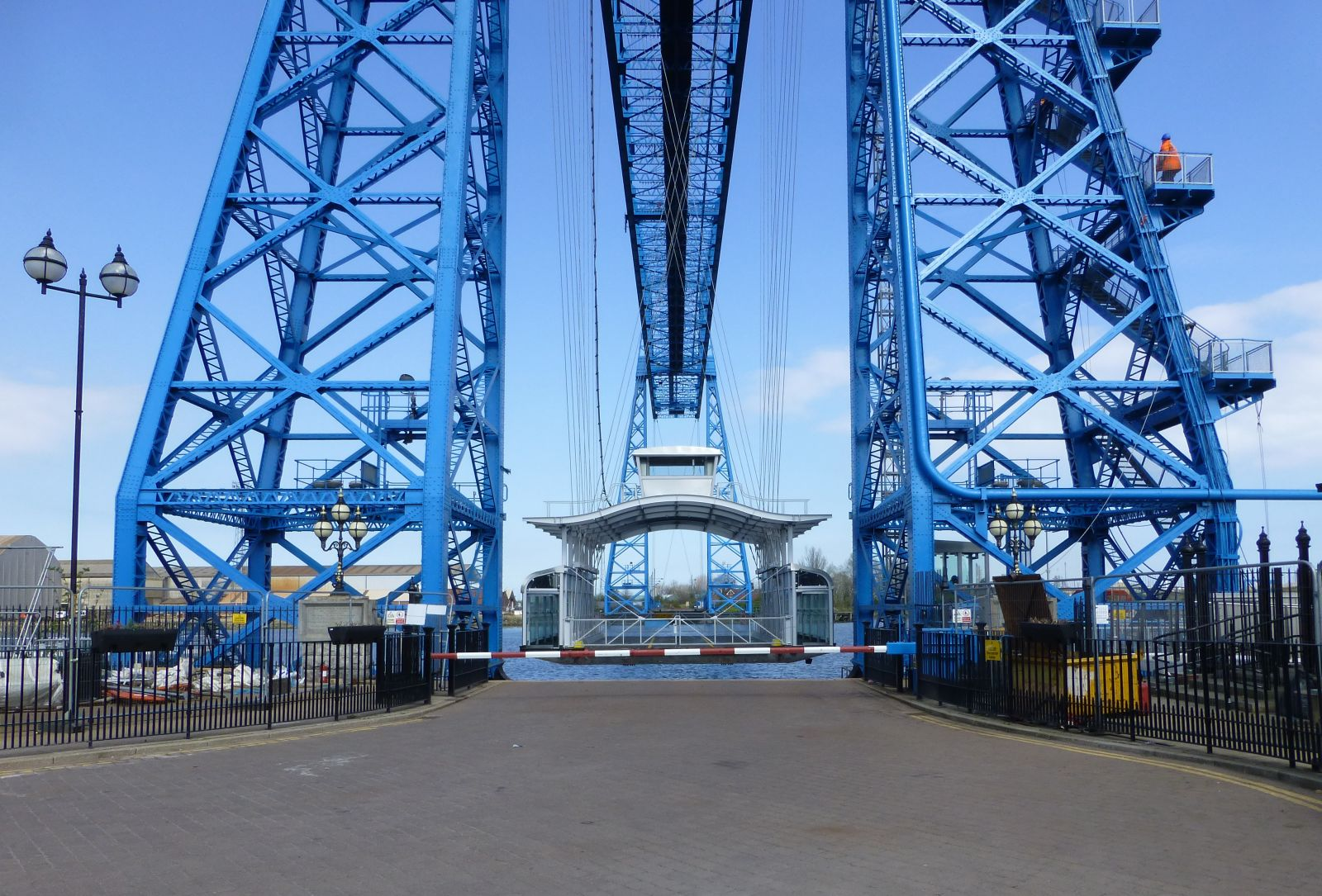
The Transporter Bridge

## Демографія
| Рік       | 1801  | 1811 | 1821 | 1831  | 1841 | 1851  | 1861  | 1871 | 1881 | 1891 |
| --------- | ----- | ---- | ---- | ----- | ---- | ----- | ----- | ---- | ---- | ---- |
| Населення | 962   | 940  | 1154 | 1212  | 1652 | 1811  | -     | -    | 1488 | 2675 |
| Рік       | 1901  | 1911 | 1921 | 1931  | 1941 | 1951  | 1961  | 1971 | 1981 | 1991 |
| Населення | 3729  | 4463 | 8058 | 17972 | -    | 23993 | 32139 | -    | -    | -    |
| Рік       | 2001  |      |      |       |      |       |       |      |      |      |
| Населення | 35765 |      |      |       |      |       |       |      |      |      |